# Furuholmarna, Möja
```

```

Furuholmarna är en ögrupp i Möja socken, Värmdö kommun, på Ornös östra sida.
En farled mellan Furuholmarna och Ornö beskrivs redan på 1600-talet. Wilhelm Stenhammar hade under en rad av år sommarbostad på öarna som sammanbinds av broar ritade av arkitekten Ulf Stenhammar.